# Nube de Lupus
La Nube de Lupus es un complejo sistema de nebulosas oscuras, aparentemente distintas pero conectadas físicamente entre sí, visibles en la dirección de la constelación del Lupus. 
Es una región muy estudiada ya que representa una de las regiones nebulosas más cercanas al sistema solar, donde tienen lugar importantes fenómenos de formación estelar generando estrellas de baja masa; la mayoría de las cuales  constituyen una gran población de estrellas T Tauri que se extiende por todos los filamentos nebulosos de la región, en particular en las componentes más septentrionales. Entre ellas se encuentran algunas estrellas particularmente conocidas y estudiadas, como EX Lupi, prototipo de la clase homónima de estrellas variables. 
Según modelos dinámicos de la región, la formación estelar se habría visto favorecida por la expansión de una gran burbuja de viento estelar generada por las estrellas más masivas de la asociación Scorpius OB2, la parte más septentrional de la asociación Scorpius-Centaurus; su posición física, intermedia entre Scorpius OB2 y la región central de esta gran asociación confirmarían esta teoría.

## Observación

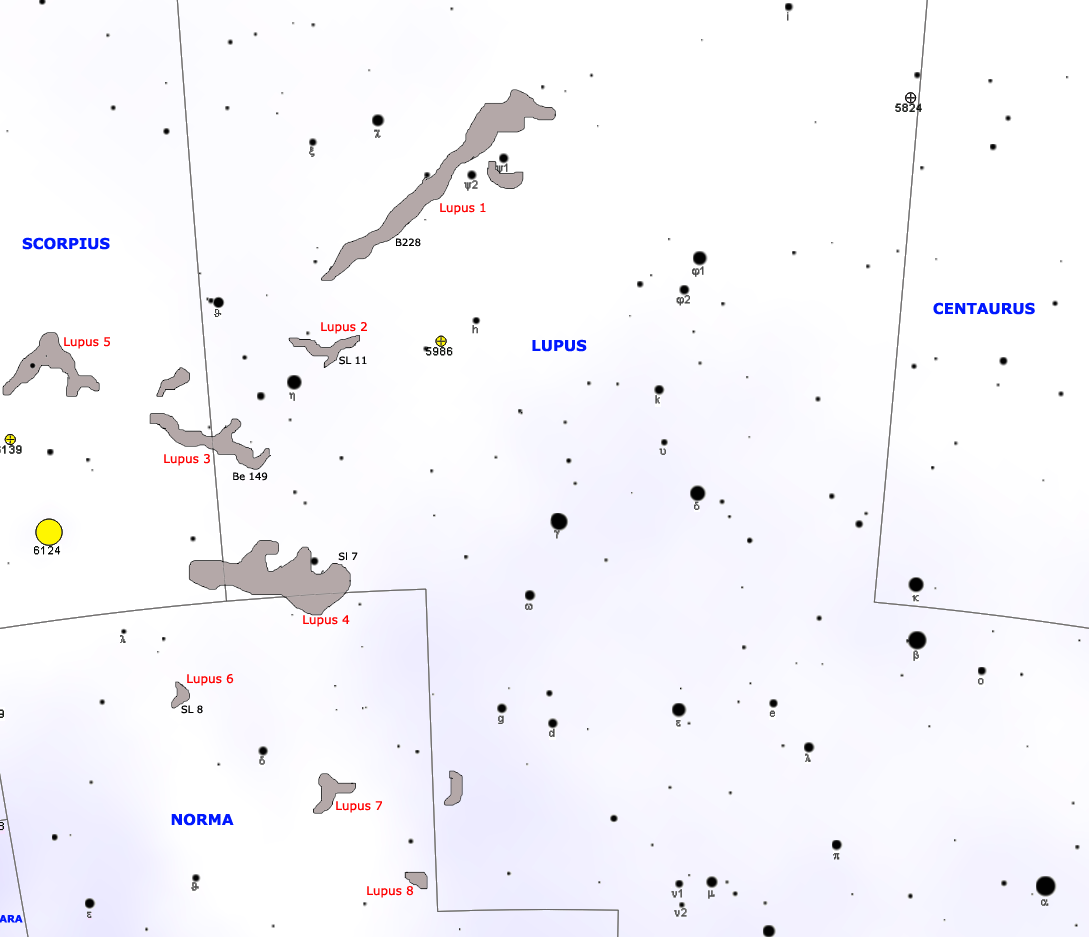
Mapa de la Nube de Lupus.

Se observa como una serie de filamentos oscuros más o menos largos y densos visibles en las regiones norte y central de la constelación de Lupus; Al ser casi exclusivamente nubes oscuras, no se pueden observar directamente ni con binoculares ni con un telescopio de aficionado. Su presencia se puede detectar en fotografías compuestas o de larga exposición gracias a que estas nubes enmascaran los campos de estrellas detrás de ellas. El filamento más largo es también el más septentrional, y se sitúa entre las estrellas ξ Lupi y ψ1 Lupi, más cercana a esta última; en esta región una parte del gas se hace visible ya que aparece directamente iluminado por las estrellas azules ubicadas cerca. Los demás filamentos se extienden al sur y sureste de éste, hasta lindar con las constelaciones adyacentes de Escorpio y Norma.
Dado que la constelación de Lupus tiene una declinación media más bien austral, su observación se ve penalizada significativamente por las regiones situadas en el hemisferio norte, y en particular por las que se encuentran al norte del paralelo 50° norte; Desde el hemisferio sur la constelación es visible la mayor parte de las noches del año y también se encuentra muy alta en el horizonte. El período ideal para su observación en el cielo nocturno es entre los meses de mayo y septiembre.

## Vínculos con la Asociación Scorpius-Centaurus

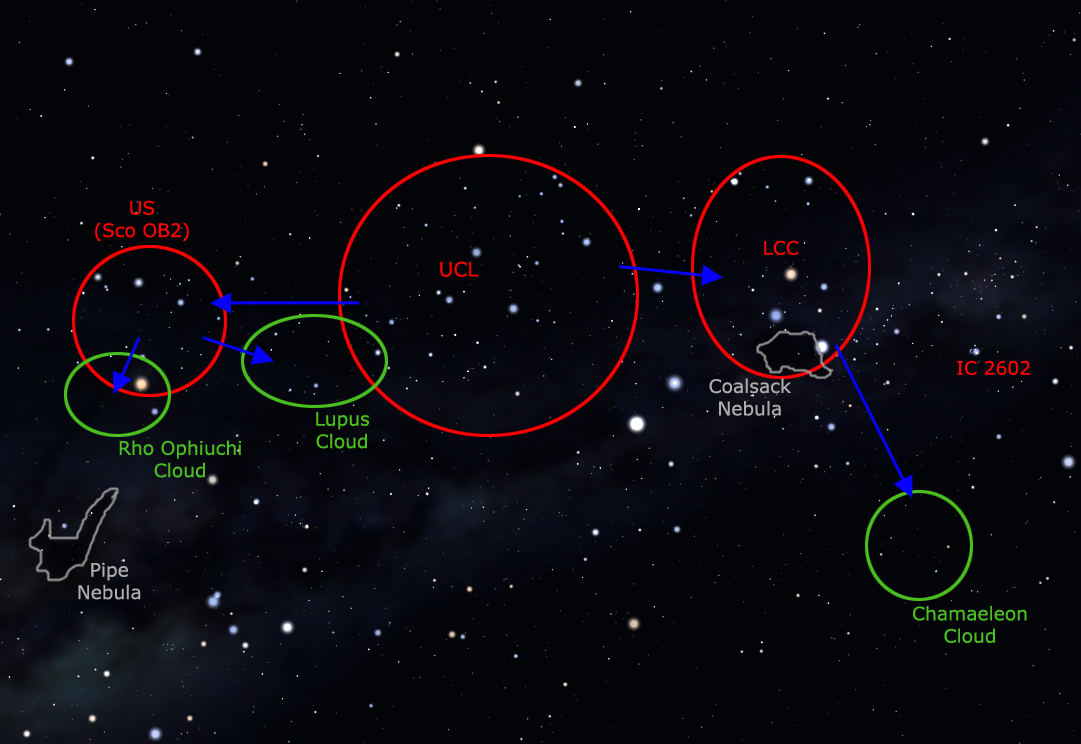
Dinámica de los posibles procesos de formación estelar que llevaron al nacimiento de la asociación Scorpius-Centaurus. En rojo las zonas donde se ha detenido la formación estelar, en verde aquellas donde todavía está activa y en gris las nubes inactivas.

La nube se encuentra físicamente cerca de la gran asociación Scorpius-Centaurus, la asociación OB más cercana al sistema solar, fácilmente observable incluso a simple vista ya que está compuesta por todas las estrellas azules que forman las constelaciones de Lupus, Centaurus y Crux; la nube de Lupus viene a situarse en una posición de interrupción entre dos de los principales subgrupos de la asociación, uno Scorpio Superior, que incluye la llamada asociación de Antares (Scorpius OB2), y Centaurus Superior-Lupus, que constituye la sección central de la asociación. La edad de estos dos subgrupos es de 5 a 6 millones de años y 14 millones de años, respectivamente. El conocimiento de la dinámica que condujo a la formación y evolución de esta gran asociación juega un papel clave para comprender el origen de la Nube de Lupus.
Según algunos modelos muy simplificados, los procesos de formación estelar que condujeron al nacimiento de la asociación Scorpius-Centaurus habrían tenido lugar inicialmente en la parte norte del grupo Centaurus Superior-Lupus, hace unos 17 millones de años, y luego se habrían extendido en dirección sur, al grupo Centaurus Inferior-Crux, alcanzando su apogeo hace unos 12 millones de años. Las nuevas estrellas se habrían concentrado inicialmente en pequeños cúmulos y filamentos rodeados de gas, que contendrían decenas o cientos de estrellas. El gas residual de la nube molecular progenitora habría sido posteriormente arrastrado por la acción combinada del viento estelar y la posible explosión de algunas supernovas. Hace unos 6 millones de años estos procesos generativos se extendieron a las nubes situadas al sur del ecuador galáctico, en particular en la región de las Nubes Camaleónicas.
A partir de hace unos 12 millones de años, la burbuja provocada por el viento estelar de las estrellas jóvenes del grupo Centaurus Superior-Lupus comenzó su expansión, quizás acelerada aún más por la explosión de alguna supernova en un momento posterior; estas supernovas fueron el resultado de la rápida evolución de los componentes más masivos del grupo estelar recién formado. Hace unos 5 millones de años, la gran presión generada por el frente de expansión de la burbuja comprimió la nube molecular situada en correspondencia con el actual grupo de estrellas que forman la cabeza de Scorpius, generando la parte más joven de la asociación, el grupo Scorpius Superior o Scorpius OB2.
La ola de formación estelar que afectó a la Nube de Scorpius del Norte generó en total cerca de unas 2 500 estrellas, entre las cuales algunas son particularmente masivas, supergigantes con una masa superior a 10 masas solares; posteriormente estas estrellas explotaron como supernovas y la poderosa onda de choque generada arrasó casi por completo el gas residual de la antigua nube molecular, impactando la nube adyacente Rho Ophiuchi durante el último millón de años, y favoreciendo en esta región la intensa actividad de formación estelar que aún se puede observar hoy. Esta misma onda de choque también habría golpeado la región donde actualmente se observa la Nube de Lupus, comprimiendo sus gases y provocando así la formación de estrellas.

## Características y estructura
La nube está compuesta por un sistema de filamentos nebulares oscuros conectados a estrellas jóvenes pre-secuencia principal de masa pequeña y mediana; gracias a su distancia media de tan solo 650 años luz (200 pc), es una de las regiones de formación estelar más cercanas conocidas, junto con la Nube de Rho Ophiuchi, la Nube Corona Sur y la Nube Tauro. Está formada por varias subestructuras, numeradas del 1 al 9; Lupus 1, también catalogado como B 228, es el filamento nebuloso más grande y más al norte de todos, seguido por Lupus 2 y Lupus 3 cerca de la estrella η Lupi. Este último filamento cae parcialmente más allá de la frontera con Escorpio, mientras que el Lupus 4, visible más al sur, limita parcialmente con la constelación de Norma; Lupus 5 están íntegramente en Escorpio junto con Lupus 9, mientras que finalmente Lupus 6, 7 y 8, los filamentos menores, se encuentran en Norma. Parte de las acumulaciones gaseosas parecen recibir directamente la luz de los componentes de la asociación Scorpius-Centaurus, volviéndose parcialmente visibles como tenues nebulosas de reflexión; lo que es también una pista de la conexión real entre las nubes y la asociación.
Aunque la nube ha sido correctamente situada dentro de una región galáctica precisa, el valor exacto de la distancia de sus componentes nebulosos sigue siendo tema de debate; De hecho, varios estudios han indicado distancias entre 100 y más de 300 pc para este complejo nebuloso, con un consenso general sobre valores entre 140 y 240 pársecs. Incluso considerando estos dos últimos valores extremos, el rango es tal que no permite determinar con certeza parámetros importantes como la masa total del sistema o la luminosidad real de las estrellas de baja masa asociadas a él. La distancia promedio de los distintos subgrupos de la asociación Scorpius-Centaurus se determinó mediante mediciones de paralaje realizadas por el satélite Hipparcos, que aportó valores de 145 pársecs para el subgrupo Scorpius Superior y 140 pc para el subgrupo Centaurus Superior-Lupus, entre los cuales parece estar ubicada la Nube de Lupus. Al estudiar el paralaje de algunas de las estrellas variables más brillantes ubicadas en la nube, se pueden obtener valores de distancia que van desde 108  pársecs para la estrella RY Lupus, hasta 230 pc para RU Lupus y los 241 pc para HR 6000. A través del estudio de la rica población de estrellas T Tauri asociadas a la nube, se intenta determinar los valores de distancia de las subestructuras individuales que componen el complejo nebuloso; según estos estudios, la mayoría de ellos se encuentran a una distancia media de unos 150 pc, mientras que la Nube de Lupus 3 estaría un poco más lejos, alrededor de 200 pc, considerando también la profundidad relativa de esta población a lo largo de la línea de visión.
El gas molecular de la Nube de Lupus se extiende exclusivamente al norte del plano galáctico, hasta la latitud galáctica relativamente alta de +25°, de forma similar a lo que ocurre con la asociación Scorpio-Centaurus. Las distintas subestructuras contienen una buena cantidad de glóbulos más densos, cuya masa oscila entre 2 y 46 M; sin embargo, más de la mitad de ellos tienen una masa de menos de 10 M. Su radio está entre 0,11 y 0,30. pc.

## Fenómenos de formación estelar
Los fenómenos de formación estelar dentro de la Nube de Lupus se refieren al nacimiento de estrellas de masa pequeña y mediana; estrellas en formación, que al estar inmersas en los gases de la nube, aparecen oscurecidas y, por tanto, son visibles sólo como fuentes de radiación infrarroja. Las fuentes más brillantes fueron identificadas por IRAS; entre estos, los que ciertamente pertenecen al entorno de la Nube de Lupus son 17, asociados con varios objetos estelares jóvenes y estrellas anteriores a la secuencia principal, como las variables RU Lupi, IN Lupi y EX Lupi. La mayoría de estas fuentes se concentran en las tres primeras subestructuras, Lupus 1, 2 y 3. 
Una de las fuentes más estudiadas en la región es el IRAS 15398-3359, asociado con la Nube de Lupus 1 y vinculado a un chorro molecular con una edad dinámica de aproximadamente 2 000 años y con una masa de 0.0007 M. El objeto central del que se origina este chorro sería una joven protoestrella en acreción; También se le asocia una nebulosa más grande, identificada como un objeto Herbig-Haro y catalogada como HH 185, también observable en luz visible. Una segunda fuente muy conocida y estudiada dentro de Lupus 3 es el débil IRAS 16054–3857, ya que parecería coincidir con una protoestrella de clase de baja luminosidad 0, es decir, en la primera fase de su formación; el glóbulo vinculado a esta fuente está asociado con el objeto HH 78 y tendría una masa entre 5 y 10 M.
En las nubes Lupus 1, Lupus 2 y Lupus 3 se identificaron un total de 7 objetos HH, asociado en gran medida con objetos estelares jóvenes conocidos; entre estos destaca HH 55, que aunque se encuentra cerca de la joven estrella RU Lupi, no está vinculado físicamente a ella, sino que es generado por un objeto próximo de muy baja luminosidad. En general, si se excluye Lupus 3, cuyos datos parciales no permiten tener una idea precisa de la situación, el ritmo de formación de estrellas en los filamentos nebulosos de la Nube de Lupus es bastante bajo en comparación con otras regiones nebulosas similares; esto podría explicarse por la acción desintegradora de la intensa radiación ultravioleta procedente de las estrellas masivas de la asociación Scorpio-Centaurus, que no favorecería el colapso de las nubes sino que por el contrario tendería a hacerlas disolver en el medio interestelar.

## Componentes estelares
Las poblaciones estelares vinculadas a la nube parecen ser muy heterogéneas: aunque en realidad alberga una rica población de estrellas T Tauri, su distribución y concentración es muy variable, dependiendo de la actividad de formación estelar presente en los distintos componentes de la región.

### Población de estrellas T Tauri
La Nube de Lupus alberga una de las poblaciones más extensas y densas de estrellas T Tauri conocidas, debido al tipo de fenómenos de formación estelar, que aquí generan exclusivamente estrellas de baja masa. La catalogación de estrellas T Tauri se centra principalmente en los primeros cuatro componentes de la nube, que parecen ser aquellos en los que los fenómenos de formación estelar son más activos; unas veinte estrellas T Tauri Clásicas han sido detectadas entre las Nubes de Lupus 1 y Lupus 2, mientras que la población más grande es la de la Nube de Lupus 3, en la que se conocen 43 componentes, entre los que destaca EX Lupi, R.Y. Lupi, H.R. 5999 y HR 6000. Una quincena son los conocidos en la Nube de Lupus 4, entre las que se encuentra la variable MY Lupus. El censo más extenso de este tipo de estrellas se compiló en 1994 basándose en censos anteriores.
En las estrellas T Tauri Clásicas se unen numerosas T Tauri con líneas tenues, la mayoría de las cuales fueron detectadas a través del ROSAT All-Sky Survey; estas estrellas, reconocidas como anteriores a la secuencia principal gracias a la presencia de litio en sus espectros, no parecen concentrarse alrededor de las nubes principales, sino que, por el contrario, están dispersas por toda la región. Esta inusual distribución abre algunas interrogantes sobre la pertenencia real de estas estrellas a la Nube de Lupus; y si realmente perteneciesen, su distribución actual se puede explicar de dos maneras: según algunas hipótesis, las nubes que dieron origen a estas estrellas son las mismas que aún hoy se pueden observar, cuya gran velocidad las habría llevado entonces a sus posiciones actuales. Según otro escenario, estas estrellas se habrían originado a partir de nubes que ya se habían disuelto por completo. Ambas hipótesis pueden ser válidas si admitimos, sin embargo, que las estrellas T Tauri tenues son más antiguas que las T Tauri Clásicas, que en cambio están agrupadas cerca de las nubes observadas. Otro escenario, considerado más fiable dada la dinámica conocida dentro de este entorno galáctico, predice que las T Tauri tenues se originaron en nubes que se desintegraron muy rápidamente por la acción combinada del viento estelar y la radiación de las estrellas más masivas de la asociación  Scorpius-Centaurus.
Otro problema lo plantean otras hipótesis, también válidas y posibles: según algunos autores, de hecho, las T Tauri que se observan en esta dirección no constituirían una única población, sino que pertenecerían a dos poblaciones muy distintas; las que realmente se originaron en la Nube de Lupus y las que forman parte del ciclo generacional del Cinturón de Gould, que d ada su edad, que ronda los 30-60 millones de años, se deduce que las estrellas de baja masa que se originaron en ese momento aún no han tenido tiempo de evolucionar hacia la fase de secuencia principal, por lo que todavía aparecen como objetos de pre-secuencia principal. La evidencia de esto parece estar respaldada por la observación de varias T Tauri cuyo origen, determinado por la presencia de litio, se encuentra en la formación del Cinturón de Gould. Las T Tauri tenues visibles en dirección a los bancos nebulosos de la Nube de Lupus en realidad muestran una edad más joven que las demás, alrededor de 7 millones de años, aunque parecen menos jóvenes que las T Tauri Clásicas visibles en la misma región, y la masa promedio también parece ser diferente entre las dos poblaciones; esto hace que la pertenencia real de las T Tauri tenues a la Nube de Lupus sea aún menos clara.
El estudio de la población de estrellas T Tauri tenues de la Nube de Lupus nos ha permitido elaborar o fortalecer algunas de las teorías existentes sobre el origen y naturaleza de esta clase de objetos. La búsqueda de un exceso de radiación infrarroja en estas poblaciones estelares ha aportado más evidencias que confirmarían la teoría según la cual las estrellas T Tauri con líneas tenues son estrellas anteriores a la secuencia principal cuyo disco circunestelar ahora se ha disuelto, a diferencia de la T Tauro Clásicas.
En particular la Nube de Lupus 3, ha sido estudiada en varias longitudes de onda, incluidos los rayos X; presenta la densidad estelar más rica de la región, en la que están presentes más de la mitad de las T Tauri Clásicas conocidas en toda la Nube de Lupus. La mayoría de ellos se concentran en un espacio de apenas un año luz alrededor de la estrella HR 5999, en el que la densidad estelar asciende a unas 500 estrellas por pársec cúbico, un valor mucho más similar al encontrado en regiones de formación estelar que contienen estrellas de gran masa, como en el Cúmulo del Trapecio, que al conocido en regiones de formación estelar de pequeña masa más cercana al sistema solar, como la Nube de Tauro; característica que hizo a la Nube de Lupus 3 ideal para la búsqueda de componentes de muy baja masa, principalmente enanas marrones.
La diferencia de edad encontrada entre las poblaciones estelares pertenecientes a la Nube de Lupus 1, más antigua, y la de las otras nubes, más jóvenes, parece confirmar que la ola de formación estelar en la región de la Nube de Lupus fue causada por la expansión de la burbuja de viento estelar generada por las estrellas masivas ubicadas en la asociación Scorpius OB1 (Scorpius Superior). Al igual que en otras regiones de formación estelar donde se originan estrellas de baja masa, aquí también hay varias estrellas binarias y, en algunos casos, incluso sistemas triples.

### Componentes individuales menores

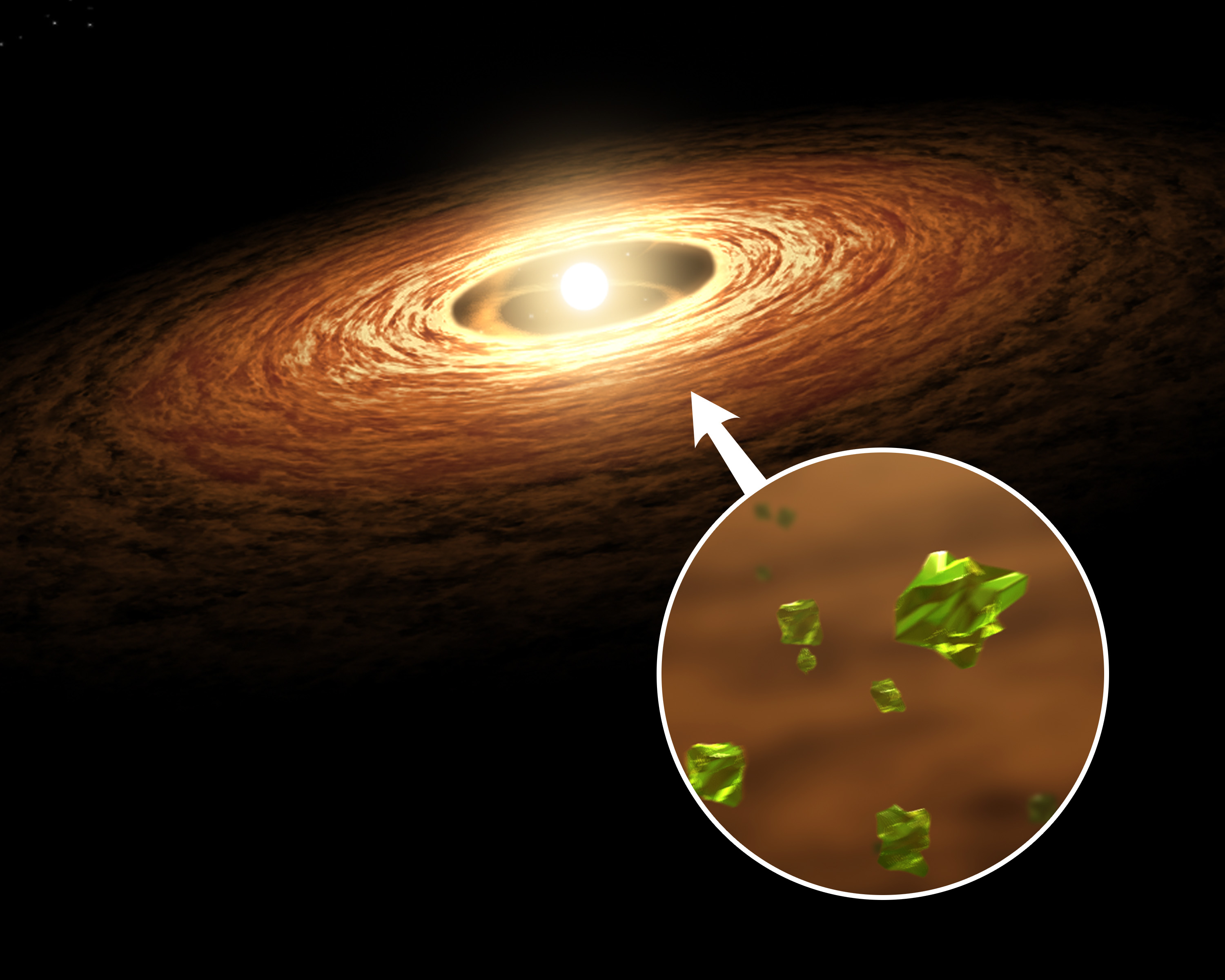
Representación artística de EX Lupi, prototipo de una clase particular de estrella variable.

La nube alberga algunas de las estrellas variables más conocidas y estudiadas del cielo; algunas de las cuales también sirven como prototipos para describir una clase completa de estrellas variables.
Entre estas, la más conocida es EX Lupi, el prototipo de la clase de variables EX Lupi, un subgrupo particular de estrellas T. Tauri que están sujetos a aumentos repentinos e imprevistos de brillo a intervalos irregulares. Esta clase de estrella está rodeada por un disco de acreción, del cual recibe materia; cuando la tasa de crecimiento de la estrella cambia repentinamente, se produce el brillo observable. Se cree que este estado es una fase intermedia entre el de las variables FU Orionis y aquel en el que la estrella sale de la fase protoestelar.
GQ Lupi es, por el contrario, una estrella T Tauri Clásica, cuya importancia viene dada por la presencia en órbita de una compañera física de masa subestelar, probablemente una enana marrón. Según algunos estudios, la masa de esta compañera podría rondar los 10-20 masas jovianas, mientras que según otros estudios podría ser mayor, o en todo caso entre 10 y 40 masas jovianas.
RU Lupi es el componente más brillante de la población asociada con la Nube de Lupus 2, así como una de las estrellas T Tauri más conocidas y estudiadas; tiene un disco circunestelar particularmente masivo, con una masa que podría superar los 20 M J, que equivale al 2,8% de la masa de la propia estrella. En esto es superado sólo por la estrella IM Lupi, que tiene el disco circunestelar más masivo conocido en la Nube  de Lupus. RU Lupi tiene una compañera que podría ser una enana marrón; se ha determinado que este objeto debe tener una masa de no menos de 27 M J y un período de revolución de aproximadamente 3,71 días.
HR 5999 y HR 6000 (HD 144667 y HD 144668), a diferencia de las anteriores, son dos estrellas Herbig Ae/Be, es decir, estrellas de gran masa en fase previa a la secuencia principal; si bien constituyen una excepción en el panorama constituido por las poblaciones estelares de la Nube de Lupus; no son ajenas en todos los aspectos, pues algunas estrellas aisladas de gran masa también son conocidas en otras regiones de formación estelar de estrellas de baja masa. HR 5999, asociada a una pequeña nebulosa de reflexión, fue la primera estrella de esta clase en la que se identificaron oscilaciones multiperiódicas, incluidas pulsaciones no radiales; es una estrella binaria que tiene un campo magnético débil, y tiene la sigla de estrella variable V1027 Scorpii. HR 6000, en cambio, aparece como una estrella en una fase de formación ligeramente más avanzada que la anterior; tiene una composición química inusual, caracterizada por una muy baja presencia de litio. Tiene una compañera perteneciente a la clase T Tauri en una órbita muy cercana y también está catalogado con las siglas V856 Scorpii. Ambas estrellas se encargan de iluminar parte de la nube, que se hace visible como una nebulosa de reflexión.
Entre los otros componentes peculiares se encuentra Par-Lup3-4, un objeto muy tenue y de baja masa que parece tener una edad de unos 50 millones de años, muy por encima de la de los demás objetos situados en la Nube de Lupus, y Th 28, una fuente azulada asociada con el objeto HH 228. Ambos están ubicados en la Nube de Lupus 3. 

### Textos generales
- O'Meara, Stephen James (2007). Deep Sky Companions: Hidden Treasures (en inglés). Cambridge University Press. ISBN 0-521-83704-9.
- Robert Burnham, Jr (1978). Burnham's Celestial Handbook: Volume Two (en inglés). New York: Dover Publications, Inc.
- Thomas T. Arny (2007). Explorations:  An Introduction to Astronomy (en inglés). Boston: McGraw-Hill. ISBN 0-07-321369-1.
- AA.VV (2002). L'Universo - Grande enciclopedia dell'astronomia. Novara: De Agostini.
- Gribbin, J. (2005). Enciclopedia di astronomia e cosmologia. Milano: Garzanti. ISBN 88-11-50517-8.
- Owen, W. (2006). Atlante illustrato dell'Universo. Milano: Il Viaggiatore. ISBN 88-365-3679-4.

### Textos específicos

#### Sobre la evolución estelar
- Lada, C. J. (1999). The Origin of Stars and Planetary Systems (en inglés). Kluwer Academic Publishers. ISBN 0-7923-5909-7.
- De Blasi, A. (2002). Le stelle: nascita, evoluzione e morte. Bologna: CLUEB. ISBN 88-491-1832-5.
- Abbondi, C. (2007). Universo in evoluzione dalla nascita alla morte delle stelle. Sandit. ISBN 88-89150-32-7.

#### Sobre la Nube de Lupus
- Comerón, F. (dicembre de 2008). «The Lupus Clouds». Handbook of Star Forming Regions, Volume II: The Southern Sky ASP Monograph Publications 5: 295.

### Mapas celestes
- Toshimi Taki (2005). «Taki's 8.5 Magnitude Star Atlas». Archivado desde el original el 5 de novembre de 2018. - Atlante celeste liberamente scaricabile in formato PDF.
- Tirion, Rappaport, Lovi (1987). Uranometria 2000.0 - Volume II - The Southern Hemisphere to +6°. Richmond, Virginia, USA: Willmann-Bell, inc. ISBN 0-943396-15-8.
- Tirion, Sinnott (1998). Sky Atlas 2000.0. Cambridge, USA: Cambridge University Press. ISBN 0-933346-90-5.
- Tirion (2001). The Cambridge Star Atlas 2000.0. Cambridge, USA: Cambridge University Press. ISBN 0-521-80084-6.